# Pink Pony Club
«Pink Pony Club» es una canción de la cantautora estadounidense Chappell Roan. Fue lanzada como sencillo a través de Atlantic Records el 3 de abril de 2020, y posteriormente incluida en su álbum debut The Rise and Fall of a Midwest Princess (2023). Escrita por Roan y Dan Nigro, «Pink Pony Club» es una pista pop, synth pop, dance pop, power pop y disco que describe la historia de una mujer que se muda al sur de California desde su estado natal de Tennessee, aceptando un trabajo como bailarina en un club de striptease gay en West Hollywood a pesar de los deseos de su madre.
«Pink Pony Club» tuvo una acogida muy positiva en medio del aumento de popularidad de Roan tras el lanzamiento de su álbum debut, recibiendo elogios por su composición musical y su historia. La canción alcanzó el éxito comercial cuatro años después de su lanzamiento inicial, encabezando las listas de éxitos en el Reino Unido y situándose entre las diez primeras en las listas de Australia, Canadá, Irlanda y los Estados Unidos, así como entre las 20 primeras en Nueva Zelanda, convirtiéndose en un sleeper hit al ser una de las siete canciones de Roan que han entrado simultáneamente en la lista Billboard Hot 100, junto con «Good Luck, Babe!», «Casual», «Hot to Go!», «Red Wine Supernova», «Femininomenon» y «My Kink Is Karma». La canción alcanzó el octavo puesto de esta lista tras su actuación en los Grammy de 2025, en los que Roan ganó el premio al mejor nuevo artista.

## Antecedentes y composición

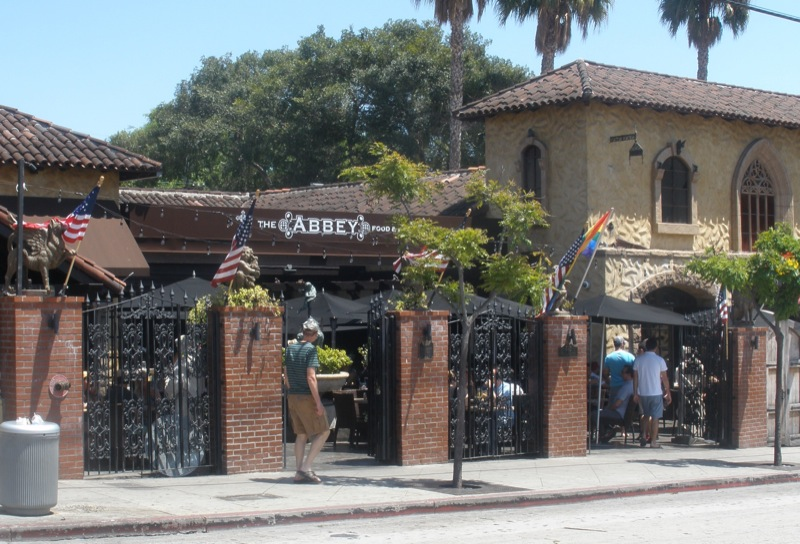
«Pink Pony Club» se inspiró en la visita que Roan hizo en 2018 a The Abbey (en la foto), un bar gay de West Hollywood, California.

Chappell Roan se inspiró para escribir «Pink Pony Club» después de visitar The Abbey, un bar gay en West Hollywood, California, en 2018. Roan, que se había mudado recientemente de su ciudad natal de Springfield, Misuri, declaró que visitar el bar fue «la primera vez que pude ser realmente yo misma y no ser juzgada». En el bar, quedó cautivada por las bailarinas gogó, afirmando que verlas «despertó [algo] en mí... Quería ser bailarina go-go. Así que escribí una canción sobre ello». Según Roan, antes había tenido problemas para aceptarse a sí misma en Springfield, declarando en Headliner: «Siempre me costó mucho ser yo misma y sentía que me juzgarían por ser diferente o creativa», añadiendo que el bar era «algo que realmente no podía haber experimentado aquí en Missouri.... Me abrió los ojos por completo y cambió mi rumbo a partir de entonces».
La canción de pop, synth-pop, dance-pop, power pop, y disco sigue la historia de una mujer de un pequeño pueblo de Tennessee que se traslada al sur de California, aceptando un trabajo como stripper en un club de striptease gay inspirado en un club de striptease local de Springfield, Misuri, la antigua ciudad natal de Roan, que era «todo rosa». La madre de la mujer desaprueba el trabajo al enterarse de la noticia, diciéndole a su hija: «Dios, ¿qué has hecho?». Sin embargo, a pesar de las opiniones de su madre, la mujer opta por quedarse en su trabajo, afirmando que «simplemente me divierto», habiendo encontrado en lo que se describió en un análisis de Capital Buzz como un «espacio seguro donde te sientes libre de ser exactamente quien eres».

## Escritura y lanzamiento
La canción fue escrita por Roan y Dan Nigro en dos días. Al principio, la discográfica de Roan en aquel momento, Atlantic Records, intentó disuadirla de lanzar la canción, ya que la compañía pensaba que se desviaba demasiado de las canciones anteriores de Roan, dejando a Roan «devastada», haciéndola «dudar de sí misma». Según Roan, Atlantic Records se negó a publicar la canción durante un año antes de ceder. «Pink Pony Club» se publicó oficialmente el 3 de abril de 2020, como el sencillo principal del entonces inminente álbum debut de Roan bajo Atlantic; sin embargo, el álbum fue archivado después de que Roan fuera despedida de la discográfica en agosto. Tras su salida de Atlantic, la propiedad de los másteres de «Pink Pony Club», «Love Me Anyway» y «California» fueron transferidos a Roan. En 2023, «Pink Pony Club» y «California» se incluyeron en su álbum debut, The Rise and Fall of a Midwest Princess, publicado a través de Island Records.

### Vídeo musical
Junto con el lanzamiento oficial de la canción, el mismo día se estrenó un vídeo musical dirigido por Griffin Stoddard. El vídeo cuenta con cameos de las drag queens Victoria "Porkchop" Parker y Meatball. Roan, visiblemente nerviosa en el vídeo musical, declaró que estaba «absolutamente aterrorizada» por su actuación durante la producción. El vídeo tiene lugar en «un antro del Medio Oeste», con Roan, Porkchop y Meatball actuando en el escenario del barante unos cuantos moteros vestidos de cuero, a los que acaban convirtiendo en «papis de cuero». En un análisis de Jonathan Graffam-O'Meara, de The Conversation, representa «la potencialidad utópica de la actuación» para las personas queer desde «el mundo real embrutecedor y opresivo que espera a los artistas y al público fuera de los locales».

## Recepción crítica
Aunque «Pink Pony Club» no recibió mucha atención de la crítica en el momento de su lanzamiento, ha recibido una acogida positiva constante en los años posteriores. Rebecca Alter, de Vulture, alabó la canción y la describió como un «bangarang sintetizado e infeccioso.... Es un himno de las strippers que encaja perfectamente con canciones como "WAP" y "Twerkulator", pero con un toque más dramático». En una reseña del álbum de origen de la canción, Olivia Horn, de Pitchfork, proclamó que «Pink Pony Club» es un «proyecto pop audaz y desternillante cosido con historias sobre el descubrimiento del amor, el sexo y uno mismo en un lugar nuevo». Tanto Kitty Empire, de The Guardian, como Mark Savage, de BBC News, reconocieron la canción como el primer éxito de la carrera de Roan, y ambos la describieron como un himno liberador de la fiesta queer. Eric Bennett, de Paste, describió la canción como una «declaración artística inmediatamente memorable», alabando el estribillo de la canción. Reflexionando sobre la actuación de la canción como sleeper hit en Capital Buzz, tras la respuesta negativa de su discográfica, y su fracaso comercial inicial debido a la pandemia del COVID-19, Roan comentó: «Es como, maldita zorra, ¿estabas equivocada? Era el peor momento para lanzar una canción de club gay [en torno a la pandemia]. Y aun así tuvo tanto impacto».
| Publicación | Lista                             | Rango | Ref.   |
| ----------- | --------------------------------- | ----- | ------ |
| Billboard   | Las 100 mejores canciones de 2024 | 32    | [ 25 ] |

## Presentaciones en vivo
En medio del aumento de popularidad de Roan, «Pink Pony Club» ha sido interpretada por Roan en diversos formatos. La canción se ha interpretado en los principales festivales de música de Estados Unidos como canción de clausura de Roan, incluidos el Festival Musical de Boston Calling, la Fiesta del Barrio de Capitol Hill, el Festival Musical de Hinterland, Outside Lands, Lollapalooza, y el Festival Austin City Limits. También se ha interpretado en el Festival de Osheaga de Canadá. La canción también ha aparecido en la serie de conciertos en vídeo en línea NPR Tiny Desk. El 2 de noviembre de 2024, Roan interpretó la canción en una aparición para Saturday Night Live. El 2 de febrero de 2025, Roan interpretó la canción en la 67.ª edición de los Premios Grammy.

## Recepción comercial
Más de cuatro años después de su lanzamiento inicial, «Pink Pony Club» debutó en el número 90 de la lista Billboard Hot 100 en la semana que terminó el 29 de junio de 2024, convirtiéndose en un sleeper hit. Actualmente, la canción ha alcanzado el número 8 de la lista con fecha de 8 de marzo de 2025.
En el Reino Unido, la canción debutó en el número 21 de la lista UK Singles Chart el 20 de septiembre de 2024, para la semana que terminó el 26 de septiembre de 2024. La canción ascendió al número cuatro durante su duodécima semana no consecutiva en la lista. Tres semanas más tarde, después de que Roan ganara dos premios en los Brit Awards de 2025, «Pink Pony Club» destronó a «Not Like Us» de Kendrick Lamar de la cima de la lista el 7 de marzo de 2025, para la semana que terminó el 13 de marzo de 2025, durante la decimosexta semana no consecutiva de la canción en la lista, convirtiéndose en la primera canción de Roan en la liderar la lista británica.
En Irlanda, «Pink Pony Club» alcanzó el número dos en la Irish Singles Chart.
«Pink Pony Club» ha recibido una doble certificación de platino de la Recording Industry Association of America la certificación de platino de Music Canada y la certificación de oro de la Recorded Music NZ, y de la Industria Fonográfica Británica.

## Posicionamiento en listas
| Lista (2024)                            | Mejor posición |
| --------------------------------------- | -------------- |
| Alemania (Offizielle Deutsche Charts)   | 67             |
| Australia (ARIA)                        | 7              |
| Austria (Ö3 Austria Top 40)             | 26             |
| Canadá (Canadian Hot 100)               | 5              |
| Estados Unidos (Billboard Hot 100)      | 8              |
| Estados Unidos (Adult Contemporary)     | 23             |
| Estados Unidos (Adult Top 40)           | 13             |
| Estados Unidos (Dance/Mix Show Airplay) | 24             |
| Estados Unidos (Mainstream Top 40)      | 10             |
| Global 200 (Billboard)                  | 16             |
| Filipinas (Philippines Hot 100)         | 26             |
| Grecia (International) (IFPI)           | 65             |
| Irlanda (IRMA)                          | 4              |
| Islandia (Tónlistinn)                   | 26             |
| Líbano (Airplay) (Lebanese Top 20)      | 12             |
| Lituania (AGATA)                        | 71             |
| Lituania (Airplay) (TopHit)             | 80             |
| Nueva Zelanda (Recorded Music NZ)       | 11             |
| Países Bajos (Mega Single Top 100)      | 71             |
| Reino Unido (UK Singles Chart)          | 1              |
| San Marino (SMRRTV Top 50)              | 30             |
| Suecia (Sverigetopplistan)              | 58             |
| Suiza (Schweizer Hitparade)             | 65             |

| Lista (2024)                | Mejor posición |
| --------------------------- | -------------- |
| Lituania (Airplay) (TopHit) | 97             |

## Certificaciones
| País                                                                   | Certificación | Ventas  |
| ---------------------------------------------------------------------- | ------------- | ------- |
| Australia (ARIA)                                                       | Platino       | 70 000  |
| Canadá (Music Canada)                                                  | Platino       | 80 000  |
| Estados Unidos (RIAA)                                                  | 2× Platino    | 2 000   |
| Nueva Zelanda (RMNZ)                                                   | Platino       | 30 000  |
| Reino Unido (BPI)                                                      | Oro           | 600 000 |
| ‡ Cifras de ventas y streaming basadas únicamente en la certificación. |               |         |

## Historial de lanzamientos
| Región         | Fecha                  | Formato(s)                 | Discográfica       | Ref.          |
| -------------- | ---------------------- | -------------------------- | ------------------ | ------------- |
| Varios         | 3 de abril de 2020     | Descarga digital streaming | Atlantic           | [ 66 ]        |
| Varios         | 23 de abril de 2022    | Descarga digital streaming | Publicación propia |               |
| Varios         | 1 de marzo de 2023     | Descarga digital streaming | Amusement Island   |               |
| Varios         | 20 de abril de 2024    | 7 pulgadas                 | Island             | [ 67 ]        |
| Estados Unidos | 5 de noviembre de 2024 | Contemporary hit radio     | Island             | [ 68 ] [ 69 ] |
| Estados Unidos | 7 de febrero de 2025   | 7 pulgadas                 | Amusement Island   | [ 70 ]        |
| Italia         | 7 de febrero de 2025   | Radio                      | Island             | [ 71 ]        |

## Premios y nominaciones
| Año  | Premio                          | Categoría              | Resultado | Referencias |
| ---- | ------------------------------- | ---------------------- | --------- | ----------- |
| 2025 | Nickelodeon Kids' Choice Awards | Canción viral favorita | Nominada  | [ 72 ]      |